# Lina Kačiušytė
Lina Kačiušytė, née le 1er janvier 1963 à Vilnius (RSS de Lituanie), est une nageuse lituanienne ayant porté dans sa carrière les couleurs de l'URSS, spécialiste des courses de brasse.

## Carrière
Lina Kačiušytė intègre l'équipe d'URSS de natation en 1977. Elle crée la surprise aux championnats du monde de natation 1978 de Berlin en étant sacrée championne du monde de 200 mètres brasse et battant à deux reprises le record du monde de natation dames du 200 mètres brasse détenu jusqu'alors par Svetlana Varganova. Elle bat encore ce record en 2 min 28 s 36, étant ainsi la première nageuse à passer la barre des 2 min 30 s ; ce record ne sera battu qu'en 1985 par l'Est-Allemande Silke Horner. Lina Kačiušytė est championne olympique du 200 mètres brasse aux Jeux olympiques de 1980 à Moscou.
Désormais traductrice, elle intègre l'International Swimming Hall of Fame en 1998.